# Tournoi d'ouverture du championnat du Honduras de football 2000
Navigation
Saison précédente Saison suivante
Le Tournoi Apertura 2000 est le sixième tournoi saisonnier disputé au Honduras.
C'est cependant la 37e fois que le titre de champion du Honduras est remis en jeu.
Lors de ce tournoi, le CD Motagua a tenté de conserver son titre de champion du Honduras face aux neuf meilleurs clubs honduriens.
Chacun des dix clubs participants était confronté deux fois aux neuf autres équipes. Puis les six meilleures se sont affrontées lors d'une phase finale à la fin du tournoi.
Il n'y avait aucune place qualificative pour la Copa Interclubes UNCAF lors de cette saison en raison des changements au niveau du football continental.

## Les 10 clubs participants
| \| Deportivo Broncos CD Marathon Real España CD Motagua CD Olimpia Pumas UNAH CD Motagua CD Olimpia Pumas UNAH CD Platense CD Marathon Real España Deportes Savio CD Motagua CD Olimpia Pumas UNAH CD Victoria CD Vida CD Victoria CD Vida \| Localisation des clubs. |
| Deportivo Broncos CD Marathon Real España CD Motagua CD Olimpia Pumas UNAH CD Motagua CD Olimpia Pumas UNAH CD Platense CD Marathon Real España Deportes Savio CD Motagua CD Olimpia Pumas UNAH CD Victoria CD Vida CD Victoria CD Vida                               |

| Club              | Stade                        | Capacité | Ville               |
| Deportivo Broncos | Stade Fausto Flores Lagos    | 5 000    | Choluteca           |
| CD Marathon       | Stade Yankel Rosenthal       | 15 000   | San Pedro Sula      |
| CD Motagua        | Stade Tiburcio Carias Andino | 35 000   | Tegucigalpa         |
| CD Olimpia        | Stade Tiburcio Carias Andino | 35 000   | Tegucigalpa         |
| CD Platense       | Stade Excelsior              | 10 000   | Puerto Cortés       |
| Real España       | Stade Francisco Morazán      | 20 000   | San Pedro Sula      |
| Deportes Savio    | Stade Sergio Antonio Reyes   | 3 000    | Santa Rosa de Copán |
| Pumas UNAH        | Stade Tiburcio Carias Andino | 35 000   | Tegucigalpa         |
| CD Victoria       | Stade Nilmo Edwards          | 25 000   | La Ceiba            |
| CD Vida           | Stade Nilmo Edwards          | 25 000   | La Ceiba            |

## Compétition
Le tournoi Apertura s'est déroulé de la même façon que les tournois saisonniers précédents, en deux phases :
- La phase de qualification : les dix-huit journées de championnat.
- La phase finale : les matchs aller-retour allant des quarts de finale à la finale.

### Phase de qualification
Lors de la phase de qualification les dix équipes affrontent à deux reprises les neuf autres équipes selon un calendrier tiré aléatoirement.
Les six meilleures équipes sont qualifiées pour les quarts de finale.
Le classement est établi sur le barème de points classique (victoire à 3 points, match nul à 1, défaite à 0).
Le départage final se fait selon les critères suivants :
- Le nombre de points.
- La différence de buts générale.
- La différence de buts particulière.
- Le nombre de buts marqué.

### Classement
| Rang | Équipe             | Pts | J  | G  | N | P | Bp | Bc | Diff |
| ---- | ------------------ | --- | -- | -- | - | - | -- | -- | ---- |
| 1    | CD Olimpia         | 39  | 18 | 12 | 3 | 3 | 44 | 21 | +23  |
| 2    | CD Motagua (T)     | 29  | 18 | 7  | 8 | 3 | 20 | 15 | +5   |
| 3    | CD Platense        | 28  | 18 | 7  | 7 | 4 | 30 | 21 | +9   |
| 4    | Real España        | 24  | 18 | 6  | 6 | 6 | 21 | 24 | -3   |
| 5    | Pumas UNAH         | 24  | 18 | 7  | 3 | 8 | 17 | 21 | -4   |
| 6    | CD Vida            | 23  | 18 | 6  | 5 | 7 | 22 | 24 | -2   |
| 7    | CD Victoria        | 21  | 18 | 5  | 6 | 7 | 25 | 24 | +1   |
| 8    | Deportes Savio (P) | 21  | 18 | 5  | 6 | 7 | 24 | 24 | 0    |
| 9    | CD Marathon        | 18  | 18 | 4  | 6 | 8 | 20 | 25 | -5   |
| 10   | Deportivo Broncos  | 15  | 18 | 3  | 6 | 9 | 9  | 32 | -23  |

| Légende : Qualifications et relégations | Légende : Qualifications et relégations                  |
| --------------------------------------- | -------------------------------------------------------- |
|                                         | Qualifié pour les quarts de finale                       |
|                                         | (T) : Tenant du titre (P) : Promu de la saison 1999-2000 |

#### Matchs
| Résultats (▼dom., ►ext.)                                   | Bro | Esp | Mar | Mot | Oli | Pla | Sav | Uni | Vic | Vid |
| Deportivo Broncos                                          |     | 0-2 | 1-0 | 2-1 | 0-6 | 2-0 | 0-0 | 0-0 | 1-1 | 0-3 |
| Real España                                                | 2-0 |     | 2-2 | 1-1 | 2-1 | 1-2 | 2-1 | 0-1 | 2-1 | 2-2 |
| CD Marathon                                                | 2-0 | 1-2 |     | 0-1 | 2-3 | 1-2 | 0-2 | 1-0 | 0-0 | 2-4 |
| CD Motagua                                                 | 1-1 | 0-0 | 1-1 |     | 1-0 | 1-1 | 1-0 | 0-1 | 3-1 | 1-0 |
| CD Olimpia                                                 | 1-1 | 3-0 | 4-2 | 2-1 |     | 3-1 | 2-2 | 1-2 | 2-1 | 4-1 |
| CD Platense                                                | 4-1 | 1-1 | 2-2 | 1-1 | 0-0 |     | 2-2 | 4-0 | 2-1 | 0-0 |
| Deportes Savio                                             | 0-0 | 1-0 | 0-1 | 2-2 | 1-2 | 3-2 |     | 1-2 | 2-2 | 4-0 |
| Pumas UNAH                                                 | 2-0 | 1-1 | 0-0 | 1-2 | 2-5 | 1-0 | 3-0 |     | 0-1 | 0-1 |
| CD Victoria                                                | 4-0 | 3-1 | 1-3 | 1-1 | 1-2 | 1-3 | 2-1 | 2-0 |     | 1-1 |
| CD Vida                                                    | 3-0 | 3-0 | 0-0 | 0-1 | 1-3 | 0-3 | 1-2 | 2-1 | 0-0 |     |
| - Victoire à domicile - Match nul - Victoire à l'extérieur |     |     |     |     |     |     |     |     |     |     |

### La Phase Finale
Les six équipes qualifiées sont réparties dans le tableau final d'après leur classement général, le troisième affrontant le quatrième, le deuxième affrontant le cinquième et le premier affrontant le sixième lors des quarts de finale. Au terme de ceux-ci, le meilleur perdant est également qualifié pour les demi-finales. Les quatre équipes sont alors réparties dans le tableau final d'après leur classement général, le deuxième affrontant le troisième et le premier affrontant le quatrième
En cas d'égalité sur la somme des deux matchs, c'est la position au classement général qui départage les deux équipes, sauf pour la finale où des prolongations puis une séance de tirs au but ont éventuellement lieu.

#### Quarts de finale
| Club        | Aller | Retour | Club        | Commentaire |
| CD Olimpia  | 1-1   | 1-0    | CD Vida     |             |
| CD Motagua  | 1-2   | 1-1    | Pumas UNAH  |             |
| CD Platense | 2-2   | 0-0    | Real España |             |

#### Tableau
|  |             |            |             |            |            |     |   |        |        |        |        |        |
|  | 1/2 finale  | 1/2 finale | 1/2 finale  | 1/2 finale | 1/2 finale |     |   | Finale | Finale | Finale | Finale | Finale |
|  |             |            |             |            |            |     |   |        |        |        |        |        |
|  |             |            |             |            |            |     |   |        |        |        |        |        |
|  | CD Olimpia  | (1)        | 0           | 2          |            |     |   |        |        |        |        |        |
|  | CD Olimpia  | (1)        | 0           | 2          |            |     |   |        |        |        |        |        |
|  | Real España | (4)        | 0           | 0          |            |     |   |        |        |        |        |        |
|  | Real España | (4)        | 0           | 0          | CD Olimpia | (1) | 1 | 0      | 1      |        |        |        |
|  |             |            |             |            |            | (1) | 1 | 0      | 1      |        |        |        |
|  |             |            | CD Platense | (2)        | 0          | 1   | 0 |        |        |        |        |        |
|  | CD Platense | (2)        | CD Platense | (2)        | 0          | 1   | 0 | 3      | 0      |        |        |        |
|  | CD Platense | (2)        |             |            |            |     |   | 3      | 0      |        |        |        |
|  | Pumas UNAH  | (3)        | 1           | 1          |            |     |   |        |        |        |        |        |
|  | Pumas UNAH  | (3)        | 1           | 1          |            |     |   |        |        |        |        |        |

#### Demi-finales
| Club        | Aller | Retour | Club        | Commentaire |
| CD Olimpia  | 0-0   | 2-0    | Real España |             |
| CD Platense | 3-1   | 0-1    | Pumas UNAH  |             |

#### Finale
| Match aller    | CD Platense | 1:1   | CD Olimpia             | Stade Excelsior |  |
| 7 février 2001 | 89e         | (0:0) | Alex Pineda Chacón 85e |                 |  |

| Match retour    | CD Olimpia                 | 1:1 (4:1) (a.p.) | CD Platense       | Stade Tiburcio Carias Andino |  |
| 11 février 2001 | Danilo Tosello 115e (pen.) | (0:0)            | Rony Morales 104e |                              |  |

## Bilan du tournoi
| Tableau d'Honneur     |            |
| Compétition           | Vainqueur  |
| Tournoi Apertura 2000 | CD Olimpia |